# 厚叶石楠
厚叶石楠（学名：Photinia crassifolia）是蔷薇科石楠属的植物，是中国的特有植物。分布在中国大陆的云南、贵州、广西等地，生长于海拔500米至1,700米的地区，一般生于向阳山坡丛林中，目前尚未由人工引种栽培。

## 别名
玉枇杷（贵州独山土名）